# 皇甫坦
皇甫坦（?—?），字履道，临淄（今山东临淄）夹江县甘江镇陶渡村人。
早年初避走蜀地，后隐居道教第七洞天峨嵋山。精通醫術，在绍兴年间宋高宗之母显仁皇太后患目疾，医治无效，皇甫坦入临安，“坦以嘘呵布气，目即愈，瞖脱隙然矣。”宋高宗曾一再向他“问以长生久视之术”，他的回答是：“心无为则身安”；移居庐山，为其筑室，赐御书名其所曰“清虚庵”，而且“诏绘坦像，御赞之”。善相人，有先知之术，见李鳳娘，大惊说：“此女当母仪天下。”高宗遂許以其過繼皇孫趙惇（日後的宋光宗），但李凤娘性妒悍，之後高宗大骂“是妇将种，吾为皇甫坦所误。”後來光宗還曾探訪他。

## 延伸阅读
[在维基数据编辑]
 《宋史·卷462》，出自脱脱《宋史》